# Kattgölen, Småland
Kattgölen är en sjö i Västerviks kommun i Småland och ingår i Botorpsströmmens huvudavrinningsområde.